# Rombidodecadodecaedro
In geometria, il rombidodecadodecaedro è un poliedro stellato uniforme avente 54 facce - 30 quadrate, 12 pentagonali e 12 a forma di pentagramma - 120 spigoli e 60 vertici, che, data la sua costruzione di Wythoff può essere anche visto come un grande dodecaedro espanso.

## Inviluppo convesso
L'inviluppo convesso del rombidodecadodecaedro, spesso indicato con il simbolo U38, è un icosaedro troncato non uniforme.
| Icosaedro troncato (facce regolari) | Inviluppo convesso (esagoni isogonali) | Rombidodecadodecaedro |

## Coordinate cartesiane
Le coordinate cartesiane per i vertici del rombidodecadodecaedro sono date da tutte le permutazioni pari di:
(±1/φ2, 0, ±φ2)
(±1, ±1, ±{\displaystyle {\sqrt {5}}})
(±2, ±1/φ, ±φ)
dove {\displaystyle \varphi ={\tfrac {1+{\sqrt {5}}}{2}}} è la sezione aurea.

## Poliedri correlati
Il rombidodecadodecaedro condivide la disposizione dei vertici con i composti uniformi di 10 e di 20 prismi triangolari, mentre condivide la disposizione degli spigoli con l'icosidodecadodecaedro, con cui ha in comune le facce pentagonali e a forma di pentagramma, e con il rombicosaedro, con cui ha in comune le facce quadrate.
| Inviluppo convesso | Rombidodecadodecaedro                | Icosidodecadodecaedro                |
| Rombicosaedro      | Composto di dieci prismi triangolari | Composto di venti prismi triangolari |

### Esacontaedro trapezoidale medio
L'esacontaedro trapezoidale medio è un poliedro isoedro non convesso, nonché il duale del rombidodecadodecaedro, avente 60 facce intersecanti, tutte a forma di aquilone, come quella qua sotto riportata:
Posta uguale a 1 la lunghezza dello spigolo del rombidodecadodecaedro, le facce ad aquilone del suo duale hanno i lati più corti di lunghezza pari a {\displaystyle 3{\frac {7{\sqrt {30}}-5{\sqrt {6}}}{110}}\approx 0,71163}, e quelli più lunghi di lunghezza pari a {\displaystyle 3{\frac {5{\sqrt {6}}+7{\sqrt {30}}}{110}}\approx 1,37967}. Per quanto riguarda i loro angoli interni, invece, l'ampiezza dei due angoli laterali è pari a  {\displaystyle \arccos \left({\frac {1}{6}}\right)\approx 80,40539^{\circ }}, quella dell'angolo al vertice è pari a {\displaystyle \arccos \left({\frac {-3+7{\sqrt {5}}}{24}}\right)\approx 58,18445^{\circ }}, è infine quella dell'angolo alla base è pari a {\displaystyle \arccos \left(-{\frac {3+7{\sqrt {5}}}{24}}\right)\approx 141,00369^{\circ }}.